# بينو دستي
بينو دستي (بالإيطالية: Pino d'Asti)‏ هي بلدة وبلدية في مقاطعة أستي في إقليم بييمونتي في جنوب إيطاليا.

## السكان
في سنة 1861 بلغ عدد السكان 674 نسمة، وتطور العدد ليصل في سنة 2011 لـ 221 نسمة.
يظهر هذا المخطط البياني تطور النمو السكاني لـ بينو دستي